# Susan Rojcewicz
Susan Marie Rojcewicz (Worcester (Massachusetts), 29 de maio de 1953) é uma ex-basquetebolista que integrou a Seleção Estadunidense que conquistou a Medalha de Ouro disputada nos XXI Jogos Olímpicos de Verão realizados em 1976 em Montreal.

## Seleção Estadunidense
Em 1975, Rojcewicz foi selecionada para representar equipe nacional dos Estados Unidos no Campeonato Mundial de Basquetebol Feminino na Colômbia e os Jogos Pan-americanos na Cidade do México, México. Ela juntou-se a estrela do Ensino Médio Nancy Lieberman e suas colegas universitárias Ann Meyers e Pat Head. No Campeonato Mundial FIBA, os Estados Unidos compilou um registro 4-3 e terminou em oitavo lugar. Rojcewicz obteve média de 7,7 pontos por jogo. Nos Jogos Pan-Americanos, a equipe dos Estados Unidos passou invicto em sete jogos para ganhar a medalha de ouro, sua primeira vitória desde 1963.
Rojcewicz foi escolhida para a equipe de basquetebol nacional dos EUA para representar os EUA nos Jogos Olímpicos de 1976, o primeiro ano em que o basquete feminino seria jogado nos Jogos Olímpicos. A equipe norte americana terminou com um recorde de 3-2, perdendo para o eventual campeão medalha de ouro União Soviética no jogo semifinal, e vencer o jogo final contra a Tchecoslováquia para levar para casa a medalha de prata. Rojcewicz obteve média de 7,2 pontos por jogo.